# Мойя, Федерико
Федерико Мойя (итал. Federico Moja; 20 октября 1802, Милан, Итальянская республика — 20 марта 1885, Доло, Королевство Италия) — итальянский живописец, писавший картины в стиле академизма.

## Биография

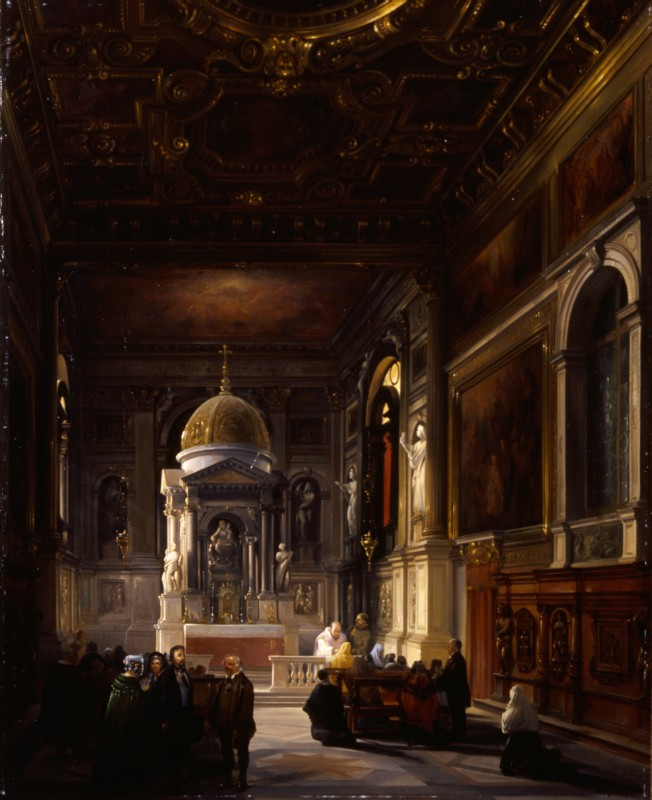
«Интерьер часовни Розария в церкви Святых Иоанна и Павла в Венеции» (1843). Холст, масло. 74 х 59,5 см. Собрание Фонда Каприоло, Милан

Родился в 1802 году в Милане в семье художников. В 1818 году поступил в академию Брера. Одновременно с обучением в академии, учился живописи в мастерской Джованни Мильяра. Для картин раннего периода художника характерно изображение городских пейзажей, интерьеров монастырей, сюжетов из истории и литературы, в которых он строго следовал технике своего учителя.
В 1830—1840 годах Мойя жил в Париже и путешествовал по Франции. За это время он выработал собственный художественный почерк. После появления на художественном рынке в Милане Луиджи Бизи, в 1841 году Мойя переехал в Венецию, где в 1845 году получил место профессора на кафедре перспективы в Академии искусств. В это время он писал только виды Венеции и других городов области Венето.
Работы художника выставлялись в Академии искусств в Милане и Обществе продвижения в Турине. В 1855 году Мойя участвовал в оформлении интерьеров королевского дворца в Венеции. В 1875 году, завершив преподавательскую деятельность, он поселился в Доло, где продолжил писать городские пейзажи. Художник умер в Доло в 1885 году.